# Vickers Victoria
Vickers Victoria var ett brittiskt trupptransportflygplan som utvecklades ur Vickers Virginia och Vickers Vernon.  
Konstruktionsarbetet inleddes 1921 när Royal Air Force (RAF) önskade ett flygplan för trupptransport. I konstruktionstävlingen segrade Victoria över Armstrong Whitworth Awana och Vickers inledde en produktion av modellen.
När man konstruerade flygplanet använde man sig av flygplanskroppen från Vernon och de nykonstruerade vingarna från Virginia. Trots att flygplanet har stora likheter med Virginia ger den rundare flygplanskroppen flygplanet ett mjukare utseende.
Piloterna satt i ett öppet förarkabinutrymme längst fram vid flygplanets nos, medan soldaterna transporterades i en kabin i flygplanskroppen. Vingkonstruktionen var dubbeldäckat där den undre vingen var placerad i nedre kanten av flygkroppens undersida, medan den övre vingen bars upp av sex stöttor på vardera vinghalva och fyra stycken vertikala stöttor från flygplanskroppen. Stabilisatorn var utformad i biplan med rörligt höjdroder på både övre och undre stabilisatorn. Mellan de båda stabilisatorerna fanns två stycken sidroder. Flygplanskroppens främre del var utformad i ett cirkulärt tvärsnitt som övergick till ett kvadratiskt tvärsnitt i aktern. Det främre landstället var placerat rakt under motorgondolerna och var försedda med 2 hjul i vart ställ. Motorgondolerna var placerade nära den nedre vingen och motorerna försågs med tvåbladiga dragande propellrar. Totalt tillverkades 97 exemplar varav många senare konverterades till Vickers Valentia.